# Paemani
De Paemāni waren een Belgische volksstam die door Caesar in De Bello Gallico, samen met de Eburonen, de Condrusi en de Caerosi tot de zogenaamde "Germani cisrhenani" wordt gerekend, Germaanse stammen die ten westen van de Rijn woonden en die daar de oorspronkelijke bevolking hadden verdreven. Over de waarde die aan deze en dergelijke uitspraken van Caesar mag gehecht worden, is veel discussie. Over de precieze situering van hun woongebied en hun etnische oorsprong is op basis van de gegevens van Caesar niets met zekerheid te zeggen. 
De Paemani worden vaak geassocieerd met de huidige Famenne, een regio in Wallonië met als hoofdstad Marche-en-Famenne.. Het voorstel dat de naam Famenne zelf zou zijn afgeleid van Paemani wordt niet meer algemeen aanvaard, maar het gebied wordt als een redelijk voorstel gezien voor het gebied waar de Paemani mogelijk hebben gewoond.
Er is betoogd dat hun naam in feite Caemani was. Dit was de spelling die door Orosius in een parafrase op Caesar werd gebruikt. 
In latere vertellingen, gedurende de tijd van de Romeinse Rijk worden de Paemani niet meer vermeld. Het voormalige gebied van de Paemani lag in de zuidelijke uitlopers van de Civitas Tungrorum, die vernoemd was naar de grotere tribale groepering die de Tungri werden genoemd, wat zoals hierboven vermeld, een nieuw naam kan zijn geweest voor de Germani, die door Caesar werden beschreven. De  oude districten van de Condrusi en de Caerosi worden verondersteld hun naam te hebben gehouden. 